# Semaine 42
D'après la norme ISO 8601, une semaine débute un lundi et s'achève un dimanche, et une semaine dépend d'une année lorsqu'elle place une majorité de ses sept jours dans l'année en question, soit au moins quatre. Dès lors, la semaine 42 est la semaine du quarante-deuxième jeudi de l'année. Elle suit la semaine 41 et précède la semaine 43 de la même année.
La semaine 42 est pratiquement toujours la semaine du 18 octobre, sauf exceptionnellement, dans le cas d'une année bissextile commençant un jeudi.
Elle commence au plus tôt le 11 octobre et au plus tard le 18 octobre.
Elle se termine au plus tôt le 17 octobre et au plus tard le 25 octobre.

## Notations normalisées
La semaine 42 dans son ensemble est notée sous la forme W42 pour abréger.
| Jour de la semaine 42 | Notation |
| --------------------- | -------- |
| Lundi                 | W42-1    |
| Mardi                 | W42-2    |
| Mercredi              | W42-3    |
| Jeudi                 | W42-4    |
| Vendredi              | W42-5    |
| Samedi                | W42-6    |
| Dimanche              | W42-7    |

## Cas de figure
| Cas | Le 31 décembre est… | L'année est une année… | Le quarante-deuxième jeudi de l'année tombe… | La semaine 42 débute… | La semaine 42 s'achève… | Premier cas après 2008 |
| --- | ------------------- | ---------------------- | -------------------------------------------- | --------------------- | ----------------------- | ---------------------- |
| 0   | Un vendredi         | bissextile DC          | Le 14 octobre                                | Le lundi 11 octobre   | Le dimanche 17 octobre  | 2032                   |
| 1   | Un jeudi            | D ou ED                | Le 15 octobre                                | Le lundi 12 octobre   | Le dimanche 18 octobre  | 2009                   |
| 2   | Un mercredi         | E ou FE                | Le 16 octobre                                | Le lundi 13 octobre   | Le dimanche 19 octobre  | 2014                   |
| 3   | Un mardi            | F ou GF                | Le 17 octobre                                | Le lundi 14 octobre   | Le dimanche 20 octobre  | 2013                   |
| 4   | Un lundi            | G ou AG                | Le 18 octobre                                | Le lundi 15 octobre   | Le dimanche 21 octobre  | 2018                   |
| 5   | Un dimanche         | A ou BA                | Le 19 octobre                                | Le lundi 16 octobre   | Le dimanche 22 octobre  | 2017                   |
| 6   | Un samedi           | B ou CB                | Le 20 octobre                                | Le lundi 17 octobre   | Le dimanche 23 octobre  | 2011                   |
| 7   | Un vendredi         | C                      | Le 21 octobre                                | Le lundi 18 octobre   | Le dimanche 24 octobre  | 2010                   |

1. 1 2 3  Dans ce cas, l'année compte une semaine 53.